# Едвард Адельсон
Едвард Адельсон (англ. Edward Adelson; *1952) — нейробіолог США. Професор візуальних наук Массачусетського технологічного інституту та обраний член Національної академії наук США.

## Біографія
Адельсон навчався в Єльському університеті й 1974 року одержав диплом з фізики і філософії. Навчався також в Мічиганському університеті, де 1979 року захистив докторську дисертацію з експериментальної психології. З 1979 до 1981 року навчався в постдокторантурі Нью-Йоркського університету. Після чого п'ять років працював у лабораторії Sarnoff Corporation. 1984 року одержав медаль Адольфа Ломба Оптичного товариства США. З 1987 року перейшов на роботу до Массачусетського технологічного інституту.
2013 року одержав Премію Гельмгольца Комп'ютерного товариства ІЕЕЕ.